# Monika Mynarska
Monika Anna Mynarska – polska socjolog, dr hab. nauk społecznych, profesor uczelni w Instytucie Psychologii Uniwersytetu Kardynała Stefana Wyszyńskiego. Wieloletnia współpracownica Instytutu Statystyki i Demografii, Kolegium Analiz Ekonomicznych Szkoły Głównej Handlowej w Warszawie.

## Życiorys
11 listopada 2009 na Uniwersytecie w Rostocku obroniła pracę doktorską w obszarze nauk społecznych (demografia społeczna). 1 czerwca 2020 habilitowała się na podstawie pracy zatytułowanej Rodzicielstwo i bezdzietność: Pragnienia, intencje i ograniczenia decyzji prokreacyjnych. Została zatrudniona na stanowisku adiunkta, a następnie profesora uczelni w Instytucie Psychologii na Wydziale Filozofii Chrześcijańskiej Uniwersytetu Kardynała Stefana Wyszyńskiego, oraz w Instytucie Statystyki i Demografii, Kolegium Analiz Ekonomicznych Szkole Głównej Handlowej w Warszawie.
Jest kierownikiem Ścieżki Kształcenia „Psychologia” Szkoły Doktorskiej UKSW i w Centrum Badań nad Biegiem Życia Człowieka i Rodziny.